# Casa Amsterdam
Hotel Casa Amsterdam, voorheen Casa 400, is de naam van een hotel in Amsterdam-Oost, dat in de periode van 1 oktober tot 1 juni tevens deels dienstdoet als studentenhuis. Het pand wordt beheerd door de Stichting Casa Academica.

## Geschiedenis
Stichting Casa Academica werd opgericht op 18 april 1957 door de studenten Gabbe Scheltema (destijds president van studentenreisbureau NBBS), Nol van Zuiden (oprichter van studentenverzekeringsbureau Pro Civibus), Frits Bolkestein (destijds voorzitter van studentenvereniging ASVA) en Ruud Klokgieters. De bedoeling was om een bijdrage te leveren aan zowel het gebrek aan studentenkamers als aan het gebrek aan hotelkamers, een combinatie die in Denemarken succesvol was.
De bouw van het pand aan de James Wattstraat begon op 12 november 1959, waarna het gebouw op 18 april 1962 in gebruik kon worden genomen. In oktober 1962 betrokken de eerste studenten hun kamer in Casa 400, terwijl de officiële opening plaatsvond op 31 oktober van dat jaar door toenmalig minister Cals.
De eerste jaren was een turbulente tijd met veel protesten tegen de organisatie van Casa. In de eerste jaren hadden de studenten grote moeite met het gedwongen vertrek in de zomerperiode en tegen de gescheiden dames- en herenetages in het gebouw. Dit laatste wordt na enkele jaren opgeheven. Wel gaat men over tot zalenverhuur om de exploitatie meer rendabel te maken.
Het bestaan van het oorspronkelijke Casa 400 komt begin 21ste eeuw ten einde. In 2010 wordt een nieuw pand in gebruiken genomen aan de Eerste Ringdijkstraat. In tegenstelling tot het oude pand is het nieuwe gebouw geen eigendom van de Stichting Casa Academica maar wordt gehuurd van de projectontwikkelaar BPF bouwinvest. Sindsdien is het pand deels fulltime hotel en deels studenhuisvesting/hotel. Het oude pand is door woonstichting DUWO gerenoveerd en als fulltime studentenhuisvesting in gebruik.